# Lucas Browne
Lucas Browne (ur. 14 kwietnia 1979 w Auburn) – australijski bokser wagi ciężkiej, były mistrz świata WBA Regular.

## Kariera zawodowa
Swoją pierwszą zawodową walkę stoczył w wieku 30 lat. 20 marca 2009 roku w debiucie pokonał przez nokaut w czwartym starciu Jasona Kiera.
28 kwietnia 2013 roku, po odniesieniu piętnastu zawodowych zwycięstw, spotkał się w Melbourne w walce o pas WBF z legendarnym Jamesem Toneyem (74-7-3, 45 KO). Zwyciężył jednogłośnie na punkty 117-111, 119-109, 120-108.
25 lipca 2103 roku pokonał przez RTD w 7 rundzie Travisa Walkera (39-10-1, 31 KO).
2 listopada 2013 roku zmierzył się z Richardem Towersem (14-0, 11 KO). Wygrał przez TKO w 5 rundzie.
1 sierpnia 2014 roku w Wolverhampton stanął do walki o pasy WBA Inter-Continental i WBC Euroasia wagi ciężkiej. Jego rywalem był Andrij Rudenko (24-0, 16 KO). Wygrał jednogłośną decyzją sędziów 115-113, 116-112, 117-112.
5 marca 2016 roku otrzymał szansę walki o pas WBA Regular wagi ciężkiej. Jego oponentem był Rusłan Czagajew (34-2-1, 21 KO). Do walki doszło w Groznym. Był liczony w szóstej rundzie, ale ostatecznie znokautował swojego rywala w dziesiątym starciu. Po walce w jego organizmie wykryto zabronione środki, przez co został zawieszony w prawach zawodnika.
Na ring powrócił po zawieszeniu 2 czerwca 2017 roku, zwyciężając przed czasem w drugiej rundzie Matthew Greera (16-20, 13 KO).
24 marca 2018 w Londynie,  został znokautowany w szóstej rundzie przez Brytyjczyka Dilliana Whyte'a (23-1, 17 KO) w walce  o pas WBC Silver wagi. ciężkiej.